# Mönarpa mossar

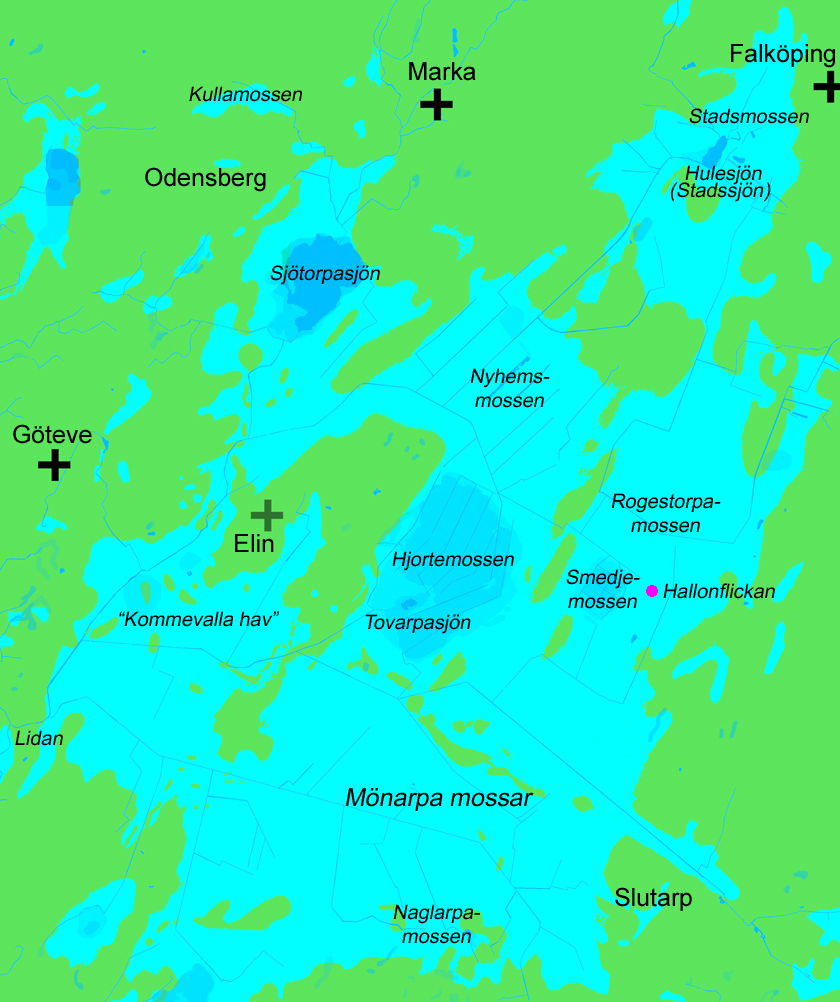
Karta över Mönarpa mossar på sydvästra Falbygden. Utdikade mossmarker visas i turkos medan mossar, vattendrag och sjöar visas i olika mörkare blå toner.

Mönarpa mossar, Mönarps mossar eller Mönarps mosse är det vanligaste sammanfattande namnet för ett stort mossmarkskomplex på 38,5 kvadratkilometer i Falköpings kommun i Västergötland. Mosskomplexet ligger till största delen i socknarna Kinneved, Göteve, Marka och Luttra, men går även in i Grolanda och Gökhem. Området omfattar delar som Hjortemossen och Tovarpasjön i mitten, "Kommevalla hav" i väster, Sjötorpasjön och Nyhemsmossen i norr, Smedjemossen och Rogestorpamossen i öster, samt de egentliga Mönarpa mossar i söder och sydöst. I söder angränsar två andra mossområden, Ripelången eller Replångsmossen i socknarna Jäla, Brismene och Börstig, samt Karbomossen i Brismene och Börstig. I nordnordost angränsar den mindre Stadsmossen och Hulesjön (även kallad Stadssjön) vid reningsverket i Falköping. Mönarpa mossar avvattnas av Göteve-grenen av ån Lidan. 
Under bondestenåldern var Mönarpa mossar troligen en stor, grund sjö genombruten av åskammar, som bildade långsträckta öar. Slutarpsdösen låg då vid den sydöstra stranden av denna sjö och Hallonflickan drunknade nära östra stranden av samma sjö. Gånggrifterna vid Mönarp i Kinneveds socken bör ha legat på öar ute i sjön.
Namnet "Kommevalla hav" brukades förr om de ofta översvämmade områdena mellan Göteve och Mönarp där bland annat byn Kommevalla ligger. Ett äldre namn på Sjötorpasjön är just Kommehav, i formen Kammehaff 1560. Kambsön nämns 1472. Ivar Lundahl menar att det är åskammarna runt Sjötorpasjön som gett namnet. 
Området har stora kvalitéer som fågelbiotop med riklig förekomst av tofsvipa, kärrhök, glada och storspov. Ovanliga rovfågelarter så som kungsörn, brun glada, stäpphök, ängshök, aftonfalk och mindre skrikörn har observerats i området. Under vår och höst används mossmarkerna som rastplats av hundratals sångsvanar och gäss.